# Gaznakh
Gaznakh ou Geznakh (en syriaque : ܓܙܢܟ, en kurde : Geznex, et en turc : Cevizağacı) est un village assyro-chaldéen situé dans le district de Beytüşşebap de la province de Şırnak (aujourd'hui en Turquie).
C’est l'un des derniers villages assyriens du pays (il en existait neuf dans la région, Gaznakh étant le plus oriental de tous). Il est représentatif de l'exode des Assyro-Chaldéens vivant dans la région au cours du XXe siècle.

## Localisation
Le village, à flanc de montagne, est situé le long de plusieurs ruisseaux affluents de la rivière Gökçe dans le Hakkiari, région montagneuse aujourd'hui turque de l'Anatolie du Sud-Est.

Il est à 10 km à l'ouest de Beytüşşebap, chef-lieu de l'arrondissement dont dépend le village, à environ 25 km au nord à vol d'oiseau de la frontière irakienne, et à environ 80 km au nord-est à vol d'oiseau de la frontière syrienne.
Le village est atteignable grâce à une seule et unique route que l'on peut prendre depuis les villages voisins d'Ilıcak au sud-est et de Tuzluca au nord-ouest.

## Toponymie
Le nom du village, « Gaznakh », signifie Trésor de Noé en araméen.

## Histoire

### Antiquité
La région de Gaznakh, peuplée de hourrites puis d'araméens, appartient tout d'abord au royaume de Mittani entre le XVIIe siècle et le XIIIe siècle avant notre ère.
Le roi d'Assyrie Sennachérib conquiert la région en 697 av. J.-C., alors aux mains des urartiens (ancêtres des actuels arméniens). Puis, selon l'historien grec Hérodote, Cyaxare, le roi des Mèdes, fait ensuite passer la région sous sa coupe à la fin du VIIe siècle av. J.-C.. Vers le milieu du VIe siècle av. J.-C., la zone devient perse, dominée par l'empire achéménide de Cyrus le Grand.
En 331 av. J.-C., la région de Gaznakh est conquise par les armées d'Alexandre le Grand, avant de passer aux mains des parthes.
Durant la période romaine, la région se retrouve intégrée à la province d'Assyrie, avant de repasser sous domination perse avec les Sassanides.

### Gaznakh chrétienne
Le village, autrefois nestorien puis devenu catholique (le prêtre étant alors le chef du village), qui existe depuis le XIVe siècle, est bâti autour de l'église catholique chaldéenne Mar Echa’ya (en français : Saint Isaïe), reliée au diocèse de Gazarta (en syriaque : ܓܙܪܬܐ). Il existait autrefois un diocèse, un monastère (appelé monastère Saint-Jean) et sept paroisses dans le village (Saint-Gawssa, Sainte-Simone ou encore Saint-Gabriel entre autres), aujourd'hui disparues.
On pense que beaucoup d'assyriens seraient venus se réfugier dans la région au tout début du XVe siècle pour fuir les massacres des troupes de Tamerlan dans les plaines mésopotamiennes.
Un des principaux clans fondateurs du village est le clan Yaramis.
Gaznakh était uniquement entouré de nombreux villages kurdes (dont certains d'origine assyrienne ou arménienne remplacés par des populations kurdes à la suite de massacres et spoliations, et dont les noms des villages ont été changés).
Durant la période ottomane, les villageois de Gaznakh étaient des Rayats de la principauté du Botan soumis à l'autorité de l'agha kurde local (quasi-indépendant du pouvoir central turc à Constantinople à cause de l'isolement et de l'inaccessibilité des montagnes), qui leur devait théoriquement protection en échange de la moitié du produit de leur travail. Administrativement, le village était situé dans le sandjak de Mardin de l'ancienne province de la Vilayet de Diyarbekir.
Entre juin 1843 et 1846, de nombreux habitants du village sont massacrés par les autorités kurdes de Bedirxan Beg et de Nurullah Beg, avec la permission des pachas de Mossoul successifs (notamment Sherif Pacha et Tayyar Pacha entre autres).

### XXesiècle
En 1915, les populations de Gaznakh survivantes du génocide assyrien perpétré par l'Empire ottoman sur les populations chrétiennes doivent fuir le village.
Gaznakh est officiellement renommée Cevizağacı, en 1958 par le gouvernement turc et sa politique de turquisation.

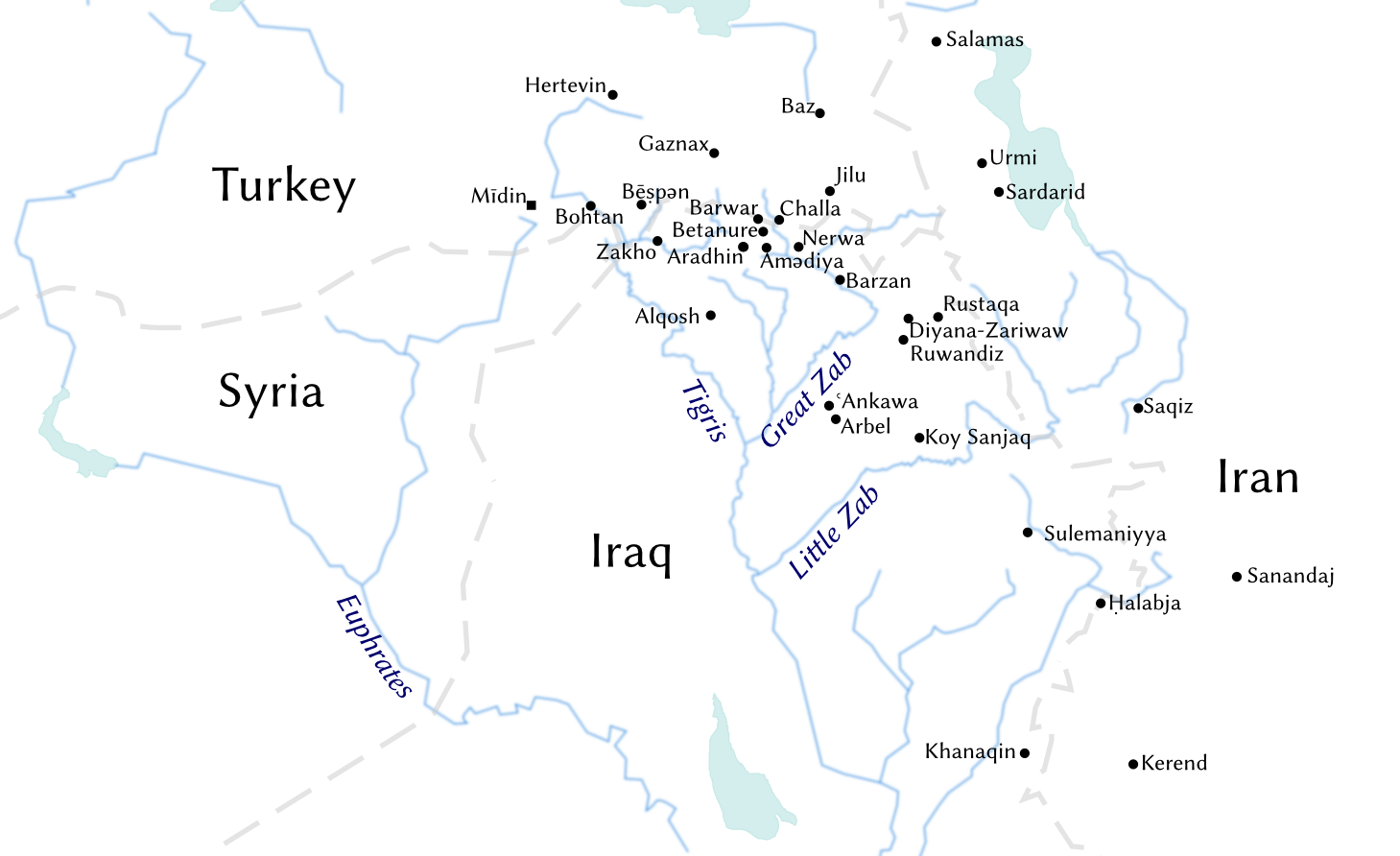
Gaznakh figure parmi les villages parlant une des nombreuses variétés du soureth, lui-même branche du néo-araméen oriental.

À partir des années 1970, le gouvernement turc construit des écoles dans les villages reculés du pays, et ce n'est qu'à partir de cette période que les habitants des villages assyriens se mettent à apprendre le turc (en plus de l'araméen, leur langue natale, et du kurde, la langue locale). Les habitants du village parlaient un dialecte du soureth local quelque peu différent des autres villages assyriens de la région.
La population de Gaznakh et des villages assyro-chaldéens de la région émigre massivement de Turquie pour s'installer d'abord à Istanbul, puis à l'étranger à partir de 1975 et ce durant deux décennies, à la suite des différents conflits et exactions touchant la région (guérilla du PKK, discriminations subies par les populations turques et kurdes, etc.).
En juin 1994, le village assyrien de Meer est détruit par l'armée turque, forçant les sept familles restantes à fuir pour Gaznakh. À partir de 1995, les habitants quittent définitivement le village.
À partir de 2004, quatre familles repartent vivre à Gaznakh.
Aujourd'hui, la plupart des anciens habitants du village et leurs descendants vivent en région parisienne, dans le Val-d'Oise notamment (comme à Sarcelles et dans les villes limitrophes,), et pour un petit nombre d'entre eux en Belgique (principalement à Malines, Charleroi, Anvers et Bruxelles) et en Allemagne.

## Démographie
| \| Année \| Habitants \| \| ----- \| --------- \| \| 1975 \| 241[23] \| \| 1985 \| 286[23] \| \| 1990 \| 120[23] \| \| 2021 \| 50 \| |           |
| Année | Habitants |
| 1975 | 241       |
| 1985 | 286       |
| 1990 | 120       |
| 2021 | 50        |

## Économie
Les Gaznakhayés étaient connus comme étant principalement agriculteurs, bergers (moutons et chèvres) et artisans (principalement tisserands ou encore tailleurs).
Durant la période estivale de transhumance, les habitants se déplaçaient avec leurs troupeaux plus en altitude pour profiter d'un temps plus frais.